# Premio Nacional de Teatro
Der Premio Nacional de Teatro (Nationaler Theaterpreis) ist ein Preis, der alljährlich vom spanischen Ministerium für Erziehung, Kultur und Sport vergeben wird.
Er wurde bereits in den 1950er Jahren ins Leben gerufen und heute durch das Instituto Nacional de las Artes Escénicas y la Música (INAEM, das Nationale Institut für Bühnenkunst und Musik) an Theaterpersönlichkeiten für ihr Lebenswerk oder sonstige herausragende Leistungen im Theaterbereich vergeben.

## Preisträger (Auswahl)
- 2012: Blanca Portillo
- 2011: Juan Gómez Cornejo
- 2010: La Zaranda
- 2009: Vicky Peña
- 2008: Atalaya-TNT
- 2007: Juan Mayorga
- 2006: José María Pou
- 2005: Compañía Animalario
- 2004: José Monleón Bennácer
- 2003: Gustavo Pérez Puig
- 2002: José Luis López Vázquez
- 2001: Fernando Arrabal
- 2000: Ramón Fontseré
- 1999: Mª Jesús Valdés
- 1998: Manuel Galiana
- 1997: Nati Mistral
- 1996: Amparo Rivelles
- 1995: Teatro de La Abadía
- 1994: Guillermo Heras und Els Joglars
- 1993: La Fura dels Baus und UR TEATRO ANTZERKIA, S.L.
- 1992: Berta Riaza und Manuel de Blas
- 1991: Lluís Pasqual und José Pedro Carrión Terán
- 1990: José Estruch und José Sanchís Sinisterra
- 1989: Josep María Flotats und Emilio Burgos
- 1988: José Luis Gómez und Gerardo Vera
- 1987: Miguel Narros und Ana Marzoa
- 1986: José Luis Alonso de Santos und Alfonso Sastre
- 1985: Núria Espert und Fernando Fernán Gómez
- 1984: Lluís Pasqual und Anna Lizaran
- 1983: nicht vergeben
- 1982: José Carlos Plaza
- 1981: Rafael Alberti und Guillermo Marín
- 1980: Antonio Buero Vallejo und Carmen Carbonell
- 1979: Francisco Morales Nieva
- 1978: Teatre Lliure